# عمود سنجابي وحشي
يُعد العمود السنجابي الوحشي (العمود الوحشي، أو القرن الوحشي، أو القرن الوحشي للنخاع، أو العمود المتوسط الوحشي) أحد الأعمدة السنجابية الثلاثة للحبل الشوكي (التي تعطي شكل الفراشة)، التي تضم أيضًا الأعمدة السنجابية الأمامية والخلفية. يشارك العمود السنجابي الوحشي بصورة أساسية في التقسيم الودي للنظام الحركي الذاتي. يُلاحظ هذا العمود على المظهر الجانبي كحقل مثلثي الشكل في المنطقتين الصدرية والقطنية العلوية (تي1-إل2 تحديدًا) من الجزء الخلفي الجانبي للعمود السنجابي الأمامي.

## معلومات أساسية

### الجهاز العصبي
يمثل الجهاز العصبي منظومة من العصبونات أو الخلايا العصبية التي تنقل الإشارات الكهربائية عبر الدماغ والجسم. تستقبل الخلية العصبية إشارات من الخلايا العصبية الأخرى عبر امتدادات تشبه فرع الشجرة تسمى التغصنات وتمرر الإشارات عبر امتداد طويل يسمى المحوار (أو الليف العصبي). تُعد المشابك الأماكن التي يمرر فيها محوار خلية ما المعلومات إلى التغصنات في خلية أخرى من طريق إرسال مواد كيميائية تسمى الناقلات العصبية عبر فجوة صغيرة تسمى الفلح (الشق) المشبكي. تظهر المشابك العصبية في مواقع مختلفة، بما في ذلك العقد (مفردها: العقدة)، وهي كتل من أجسام الخلايا العصبية. تستخدم العصبونات السابقة للعقدة في الجهاز العصبي الودي (وكلها تأتي من العمود السنجابي الوحشي) الناقل العصبي المسمى الأستيل كولين، بينما تستخدم العصبونات الودية التالية للعقدة ناقل النورأبينفرين. تشمل المادة السنجابية في الدماغ والحبل الشوكي أي تراكم لأجسام الخلايا واللبد العصبي (يُعرف اللبد العصبي بأنه نسيج غني بأجسام الخلايا العصبية والتغصنات). تتكون المادة البيضاء من المسالك العصبية (مجموعات من المحاوير) والصوارات (المسالك التي تعبر الخط الناصف في الدماغ).

### الجهاز العصبي الودي
ينقسم الجهاز العصبي إلى الجهاز العصبي المركزي (المخ والحبل الشوكي) والجهاز العصبي المحيطي (كل شيء آخر). ينقسم الجهاز العصبي المحيطي إلى الجهاز العصبي الجسدي (العمليات الإرادية) والجهاز العصبي الذاتي (العمليات اللاإرادية). ينقسم الجهاز العصبي الذاتي إلى الجهاز العصبي اللاودي (الوظائف الطبيعية) والجهاز العصبي الودي (يعمل في حالة الطوارئ). يتوسط العمود السنجابي الوحشي وظائف الجهاز العصبي الودي.

### الحبل النخاعي
ينقسم الحبل الشوكي إلى 31 قطعة تقع بين الفقرات. تحدد كل قطعة بجذر خلفي يدخلها وجذر أمامي يخرج منها. تمثل هذه الجذور نهاية عصب نخاعي يربط النخاع بالجسم. ينقسم العمود الفقري إلى أربع مجموعات من الفقرات: (من أعلى إلى أسفل) رقبية وصدرية وقطنية وعجزية.

## البنية
يمكن ملاحظة العمود السنجابي الوحشي في 17 مستوى من النخاع، وتحديدًا ضمن المستويات تي1-إل2 (التدفق الودي) وإس2-إس4 (التدفق اللاودي). تقع كلتا القطعتين داخل الفقرة الصدرية الأولى حتى الفقرة القطنية الأولى أو الثانية حيث ينتهي النخاع وتشكل الأعصاب ذيل الفرس.
يتكون العمود السنجابي الوحشي من العصبونات الودية الحشوية الحركية والتي تعد جزءًا من الجهاز العصبي الذاتي. كشفت دراسة متعمقة للأعمدة السنجابية الوحشية في المنطقة الصدرية عند الفئران عن نوعين من الخلايا. تميز أحد النوعين بوجود العديد من المتقدرات، ونواة مفرّضة، وشبكة هيولية باطنة طويلة، بينما اتسم النوع الخلوي الآخر بهيولى متزايدة الكثافة وشبكة هيولية باطنة قصيرة. عُثر على نهايات محاوير العمود الوحشي التي تحتوي على حبيبات تخزين النورأدرينالين مع تقسيمها إلى أربعة أنواع. احتوت النهايات الطرفية من النوع الأول على عدد قليل من الحويصلات الحبيبية الكبيرة والعديد من الحويصلات الصغيرة، بينما احتوت نهايات النوع الثاني على العديد من الحويصلات الكبيرة وحبيبات بالكاد ملحوظة. ضمت نهايات النوع الثالث حويصلات كروية صغيرة دون أن تحتوي على حبيبات، بينما صُنف النوع الرابع على أنه أندر النهايات، مع احتوائه على حويصلات مفلطحة مع حبيبات صغيرة وكبيرة.
تكون خلايا العمود الخلوي المتوسط الوحشي مغزلية أو نجمية الشكل، وذات حجم متوسط. يمكن ملاحظة العمود الخلوي المتوسط الوحشي عند المستويات الفقرية تي1-إل2، والذي يتوسط التعصيب الودي للجسم بأكمله. يمكن تمييز هذا العمود في الجزء العلوي من منطقة الرقبة والجزء السفلي من النخاع المستطيل، وكذلك في الفقرات العجزية الثالثة والرابعة.